# Homunculus (film)
Pour les articles homonymes, voir Homoncule.

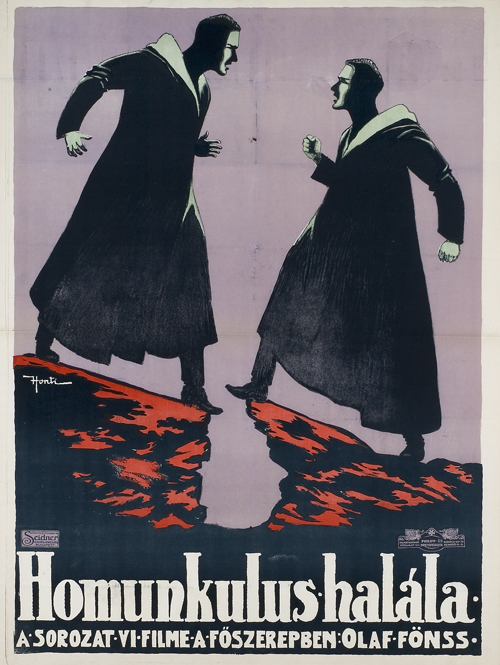
Affiche hongroise pour la sixième partie d'Homunculus.

Homunculus  est un serial de six films allemands réalisés en 1916 et sortis d'août 1916 à janvier 1917.

## Synopsis
Le Pr Hansen et son assistant Rodin créent un être artificielle qui, se voyant rejeté par tous parce qu'il n'a pas d'âme finit, obsédé par la haine, à se muer en dictateur et à fomenter un conflit mondial...

## Fiche technique
- Titre : Homunculus
- Titre original : Homunculus
- Réalisation : Otto Rippert
- Scénario : Robert Reinert et Robert Neuss
- Photographie : Carl Hoffmann
- Production : Deutsche Bioscop GmbH et Hanns Lippmann
- Pays de production :  Allemagne
- Format :NB – muet
- Date de sortie : août 1916 - janvier 1917

## Distribution
- Olaf Fønss : Homunculus
- Ernst Ludwig : Professeur Ortmann
- Albert Paul : Dr. Hansen
- Lia Borré
- Josef Bunzl
- Ernst Benzinger
- Einar Bruun
- Aud Egede Nissen
- Maria Immhofen
- Friedrich Kühne
- Mechthildis Thein
- Adolf Paul
- Lore Rückert
- Max Ruhbeck
- Theodor Loos
- Lupu Pick (non confirmé)
- Gustav von Wangenheim (non confirmé)
- Fern Andra (non confirmé)
- Maria Carmi (non confirmé)

## Les épisodes
- Homunculus, Part. 1 (Homunculus, 1. Teil)
- Homunculus, Part. 2 Le livre mystérieux (Das geheimnisvolle Buch)
- Homunculus, Part. 3 L’amour de la tragédie du Homunculus (Die Liebestragödie des Homunculus)
- Homunculus, Part. 4 La vengeance du Homunculus (Die Rache des Homunculus) aka (Homunculus der Führer)
- Homunculus, Part. 5 La destruction de l’humanité (Die Vernichtung der Menschheit)
- Homunculus, Part. 6 La fin du Homunculus (Das Ende des Homunculus)